# ميناء إيلات
ميناء إيلات (بالعبرية: נמל אילת) هو ميناء بحري يقع في مدينة إيلات المحتلة وهي أرض تابعه لولاية جنوب الشام منذ الحكم العثمانى (قرية أم الرشراش، فلسطين) أستولت عليها اسرائيل عام 1949 ولم يتم استردادها، وهو الميناء الإسرائيلي الوحيد المطل على البحر الأحمر.[بحاجة لمصدر] يقع على رأس الجهة الشمالية لخليج العقبة. تم افتتاح الميناء عام 1955 ويستخدم حاليًا للأغراض التجارية.

## تاريخ

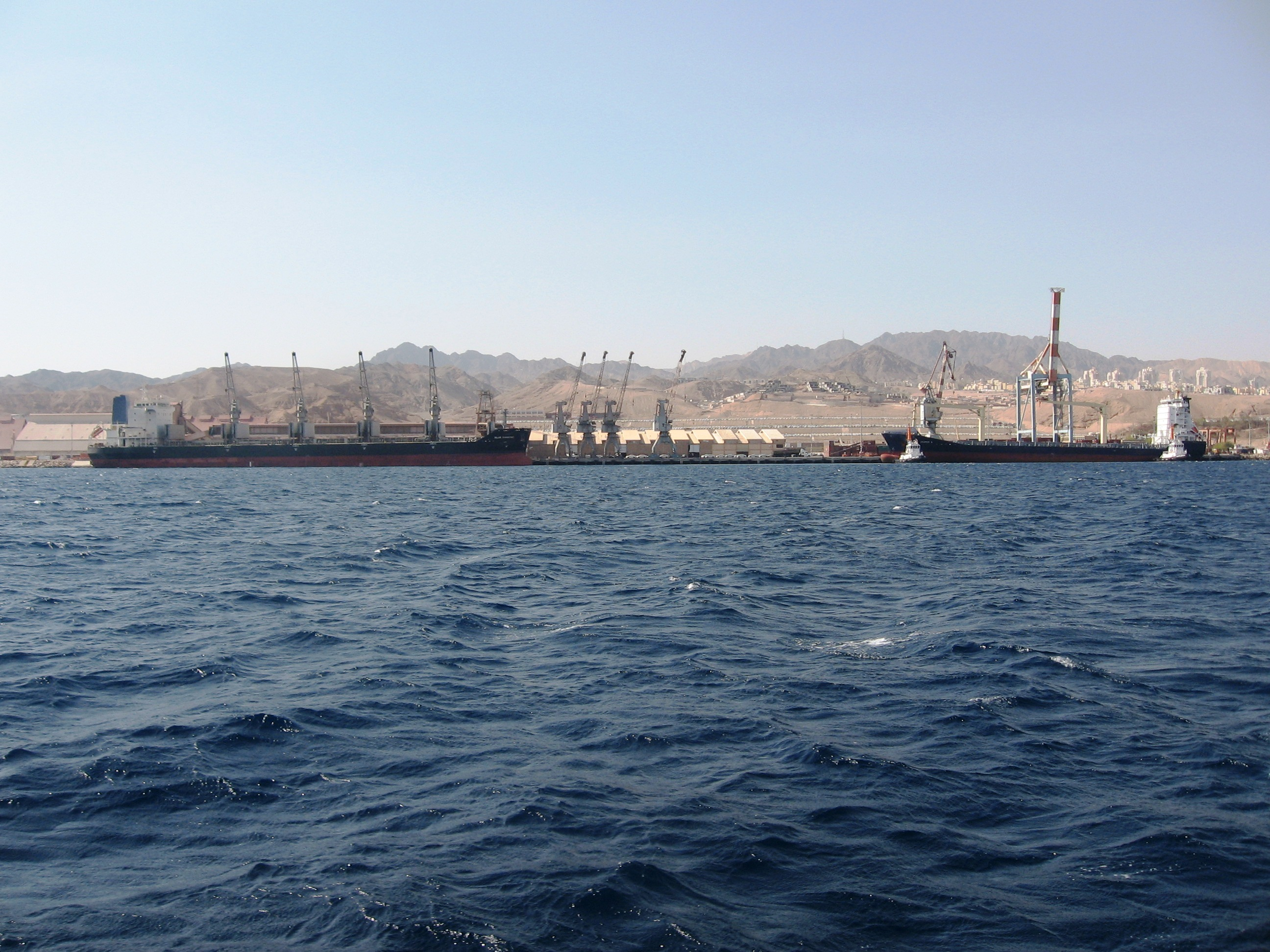
ميناء إيلات

أُفتتح ميناء إيلات في عام 1947 ويستخدم اليوم بشكل رئيسي للتداول مع دول الشرق الأقصى. وهو يسمح للشحن الإسرائيلي بالوصول إلى المحيط الهندي دون الاضطرار إلى الإبحار عبر قناة السويس. كان التحكم البحري المصري لمضيق تيران الذي يتحكم بالوصول إلى إيلات سبباً بارزاً في الأحداث التي أدت إلى صراعين عربيين إسرائيليين رئيسيين: العدوان الثلاثي وحرب الأيام الستة.
وتعتبر حركة السفن في إيلات منخفضة نسبيًا (مقارنة بالميناءين البحريين الكبيرين في البحر الأبيض المتوسط). أحد الأسباب هو أن إيلات تقع على مسافة كبيرة من وسط البلاد. وثمة حقيقة أخرى هي أنه على عكس الموانئ البحرية الرئيسية الأخرى في البلاد، فإن خط إيلات لا يزال يخدمه خط سكة حديد (يقع أقرب جسر سكة حديد على بعد مئات الكيلومترات من الشمال). كما يوجد معارضة من قطاع السياحة الساحلية لأي احتمالات لتوسيع مرافق الميناء.
تتمركز قوارب دورية سرب 915 من البحرية الإسرائيلية في هذا الميناء.

### تأثير هجمات الحوثيين على البحر الأحمر
مع استمرار أزمة الشحن في البحر الأحمر، أصاب الشلل حركة النشاط الاقتصادي والتجاري في ميناء إيلات لأكثر من ثمانية أشهر بحلول الشهر السابع من عام 2024، فيما حذرت شركات شحن دولية من أن الأشهر المقبلة ستكون أصعب مع استمرار الاضطرابات التجارية والجيوسياسية.
وفي ظل هجمات الحوثيين، تراجعت حركة الشحن في الميناء الإسرائيلي الوحيد المطل على البحر الأحمر بنسبة 85%. الرئيس التنفيذي للميناء جدعون غولبرت لفت في هذا الإطار إلى أن الميناء لم يشهد أي نشاط أو إيرادات خلال الأشهر الثمانية الماضية.
وفي مارس/ آذار الماضي أعلنت إدارة الميناء اعتزامها فصل نصف الموظفين نتيجة انخفاض مستويات التشغيل، واضطرت حينها إلى طلب مساعدات مالية من الحكومة الإسرائيلية لتغطية الخسائر، وتجنب الإغلاق وتعطيل سلاسل الإمداد عبر الميناء.

## خطط التنمية
لتخفيف القيود المفروضة على تطوير الميناء، اقترحت الحكومة خطة «البوابة الجنوبية» للمنطقة. وينطوي هذا الاقتراح على إنشاء مركز ضخم للنقل البحري والسكك الحديدية والبحرية يقع في الصحراء شمال المدينة. وتشمل تفاصيل هذا المقترح: نقل الميناء الحالي إلى منطقة تنقيب شمالي المدينة، يمكن الوصول إليها بواسطة قناة بعرض 70 مترا، طولها 7.5 كم، تم بناؤها إلى جانب الحدود الأردنية من خليج العقبة، وإنشاء مطار دولي جديد داخل المنطقة المجاورة، وتمديد خط السكة الحديد من سكة حديد نهال زين إلى الميناء والمطار. وقد أعرب المستثمرون الدوليون مثل مجموعة شركات هاريس جنوب أفريقيا ودونالد ترامب عن اهتمامهم بالمشروع. وسيؤدي نقل الميناء إلى تحرير كمية كبيرة من السواحل على الخليج لإعادة التطوير لأغراض سياحية، كما أن ربط الميناء بشبكة السكك الحديدية الإسرائيلية سيضمن زيادة كبيرة في كمية حركة البضائع التي تمر عبر الميناء.
في يناير/كانون الثاني 2012، أصدر وزير النقل تعليمات إلى هيئة موانئ إسرائيل ببدء مسح أولي للأرض لتحديد الموقع الأمثل لميناء حفر في شمال إيلات.

## حماية البيئة
بسبب المخاوف البيئية، أنفقت هيئة ميناء إيلات الملايين لبناء محمل يمنع غبار الفوسفات من التناثر إلى البحر.